# Nagroda Filmfare dla Najlepszej Aktorki
Nagroda Filmfare dla Najlepszej Aktorki (Filmfare Best Actress Awards) – jest przyznawana przez indyjski magazyn filmowy Filmfare jako część dorocznego Filmfare Awards. Została przyznana po raz pierwszy w 1953 roku.
Najwięcej nagród w tej kategorii zdobyły Nutan i Kajol (po 5 nagród), Meena Kumari, Madhuri Dixit (po 4 nagrody każda).
Lista nagrodzonych aktorek:
| Rok  | Aktorka                       | Film                         |
| ---- | ----------------------------- | ---------------------------- |
| 2011 | Kajol                         | Nazywam się Khan             |
| 2010 | Vidya Balan                   | Paa                          |
| 2009 | Priyanka Chopra               | Fashion                      |
| 2008 | Kareena Kapoor                | Kiedy ją spotkałem           |
| 2007 | Kajol                         | Unicestwienie                |
| 2006 | Rani Mukerji                  | Black                        |
| 2005 | Rani Mukerji                  | Zakochani                    |
| 2004 | Preity Zinta                  | Gdyby jutra nie było         |
| 2002 | Aishwarya Rai                 | Devdas                       |
| 2001 | Kajol                         | Czasem słońce, czasem deszcz |
| 2001 | Karisma Kapoor                | Fiza                         |
| 2000 | Aishwarya Rai                 | Hum Dil De Chuke Sanam       |
| 1999 | Kajol                         | Coś się dzieje               |
| 1998 | Madhuri Dixit                 | Serce jest szalone           |
| 1997 | Karisma Kapoor                | Raja Hindustani              |
| 1996 | Kajol                         | Żona dla zuchwałych          |
| 1995 | Madhuri Dixit                 | Hum Aapke Hain Kaun          |
| 1994 | Juhi Chawla                   | Hum Hain Rahi Pyaar Ke       |
| 1993 | Madhuri Dixit                 | Beta                         |
| 1992 | Sridevi                       | Chwile                       |
| 1991 | Madhuri Dixit                 | Dil                          |
| 1990 | Sridevi                       | Chalbaaz                     |
| 1989 | Rekha                         | Khoon Bhari Maang            |
| 1986 | Dimple Kapadia                | Saagar                       |
| 1985 | Shabana Azmi                  | Bhavna                       |
| 1984 | Shabana Azmi                  | Arth                         |
| 1983 | Padmini Kolhapure             | Prem Rog                     |
| 1982 | Smita Patil                   | Chakra                       |
| 1981 | Rekha                         | Khoobsurat                   |
| 1980 | Jaya Bachchan                 | Naukar                       |
| 1979 | Nutan                         | Main Tulsi Tere Aangan Ki    |
| 1978 | Shabana Azmi                  | Swami                        |
| 1977 | Rakhee                        | Tapasya                      |
| 1976 | Lakshmi                       | Julie                        |
| 1975 | Jaya Bachchan                 | Kora Kagaz                   |
| 1974 | Dimple Kapadia, Jaya Bachchan | Bobby, Abhimaan              |
| 1973 | Hema Malini                   | Seeta Aur Geeta              |
| 1972 | Asha Parekh                   | Kati Patang                  |
| 1971 | Mumtaz                        | Khilona                      |
| 1970 | Sharmila Tagore               | Aradhana                     |
| 1969 | Waheeda Rehman                | Neel Kamal                   |
| 1968 | Nutan                         | Milan                        |
| 1967 | Waheeda Rehman                | Guide                        |
| 1966 | Meena Kumari                  | Kaajal                       |
| 1965 | Vyjayantimala                 | Sangam                       |
| 1964 | Nutan                         | Bandini                      |
| 1963 | Meena Kumari                  | Aarti                        |
| 1962 | Vyjayantimala                 | Ganga Jamuna                 |
| 1961 | Bina Rai                      | Ghunghat                     |
| 1960 | Nutan                         | Sujata                       |
| 1959 | Vyjayantimala                 | Madhumati                    |
| 1958 | Nargis                        | Mother India                 |
| 1957 | Nutan                         | Seema                        |
| 1956 | Kamini Kaushal                | Biraj Bahu                   |
| 1955 | Meena Kumari                  | Parineeta                    |
| 1954 | Meena Kumari                  | Baiju Bawra                  |